# Cantonul Brossac
Cantonul Brossac este un canton din arondismentul Cognac, departamentul Charente, regiunea Poitou-Charentes, Franța.

## Comune
- Boisbreteau
- Brossac (reședință)
- Châtignac
- Chillac
- Guizengeard
- Oriolles
- Passirac
- Saint-Félix
- Saint-Laurent-des-Combes
- Sainte-Souline
- Saint-Vallier
- Sauvignac